# 神戸市立本山中学校
神戸市立本山中学校（こうべしりつ もとやまちゅうがっこう）は、兵庫県神戸市東灘区にある公立中学校。

## 沿革
- 1947年4月1日 - 兵庫県武庫郡本山村立本山中学校として設立。初代校長は伊藤常吉。
- 1950年10月10日 - 本山村と神戸市が合併。それに伴い神戸市立本山中学校と改称。
- 1986年4月1日 - 当校の生徒数過密の解消を目的とした神戸市立本山南中学校が(当時の)国鉄東海道本線を挟んで南側の校地に開校し、同線を境界として校区を南北に分離。

## 部活動

### 運動部
- 野球部
- サッカー部
- 陸上競技部
- 卓球部
- バスケットボール部
- 水泳部
- 男子硬式テニス部
- 女子ハンドボール部
- 女子バレーボール部

### 文化部
- 吹奏楽部
- 美術部
- 家庭科部
- 放送部
- 科学部

## 制服
2021年入学生から神戸タータンを用いた新制服が導入された。男女ともにブレザーで、女子に関してはスカートとスラックスから選ぶことができる。

## 卒業生
- 浅野ゆう子 - 女優
- 淡口憲治 - 元プロ野球選手
- 高井美紀 - 毎日放送アナウンサー ※西宮市立大社中学校から転校
- ゆうや裕夜 - ものまねタレント
- 竹中ナミ - 実業家
- 筒泉寿一 - 政治家

## 通学区域が隣接している学校
- 神戸市立本山南中学校
- 神戸市立住吉中学校
- 神戸市立鷹匠中学校
- 神戸市立有馬中学校
- 芦屋市立山手中学校